# 路易一世 (佛兰德)
路易一世（法語：Louis Ier de Flandre）（約1304年—1346年8月26日）是佛蘭德、尼維爾伯爵，1328年起亦為勒泰勒伯爵。
路易一世的父親尼維爾的路易一世、祖父羅貝爾三世皆於1322年去世，母亲勒泰勒的讓娜於1328年去世。他继承了祖、父、母三方的领地。
路易一世与法国国王腓力五世的女儿法兰西的玛格丽特结婚，并执行亲法政策和大量徵稅，導致法蘭德斯人的不滿中。1323年~1328年，他在尼古拉·赞尼金领导的暴动中被布鲁日市民俘虏。
1326年4月26日，法國國王查理四世出面乾預，簽署了阿爾克斯和約。。該條約沒有得到法蘭德斯叛亂地區的支持，過沒多久叛亂再次爆發。 法國國王腓力六世被迫前來援助，而尼古拉·赞尼金和他的追隨者在卡塞爾戰役中被法軍擊敗。法蘭德斯的控制權被歸還給路易，腓力六世向路易警告法國如需再出手，法蘭德斯將被併入法蘭西王國。
英法百年战争爆发后，路易一世堅定的支持法蘭西王國，于1336年下令禁止进口英国羊毛。这对于以纺织业作为主要经济支柱的弗兰德来说是不可容忍的。1339年纺织行业领袖雅各布·范阿特威尔德推翻了路易一世，迫使他再次逃亡法国。从那时起弗兰德的实际统治者即为阿特威尔德，他与英格兰国王爱德华三世结盟，直到1345年被刺杀。路易一世在法国支持腓力六世的立场，在1346年的克雷西战役中阵亡。